# Valgrind (mytologi)

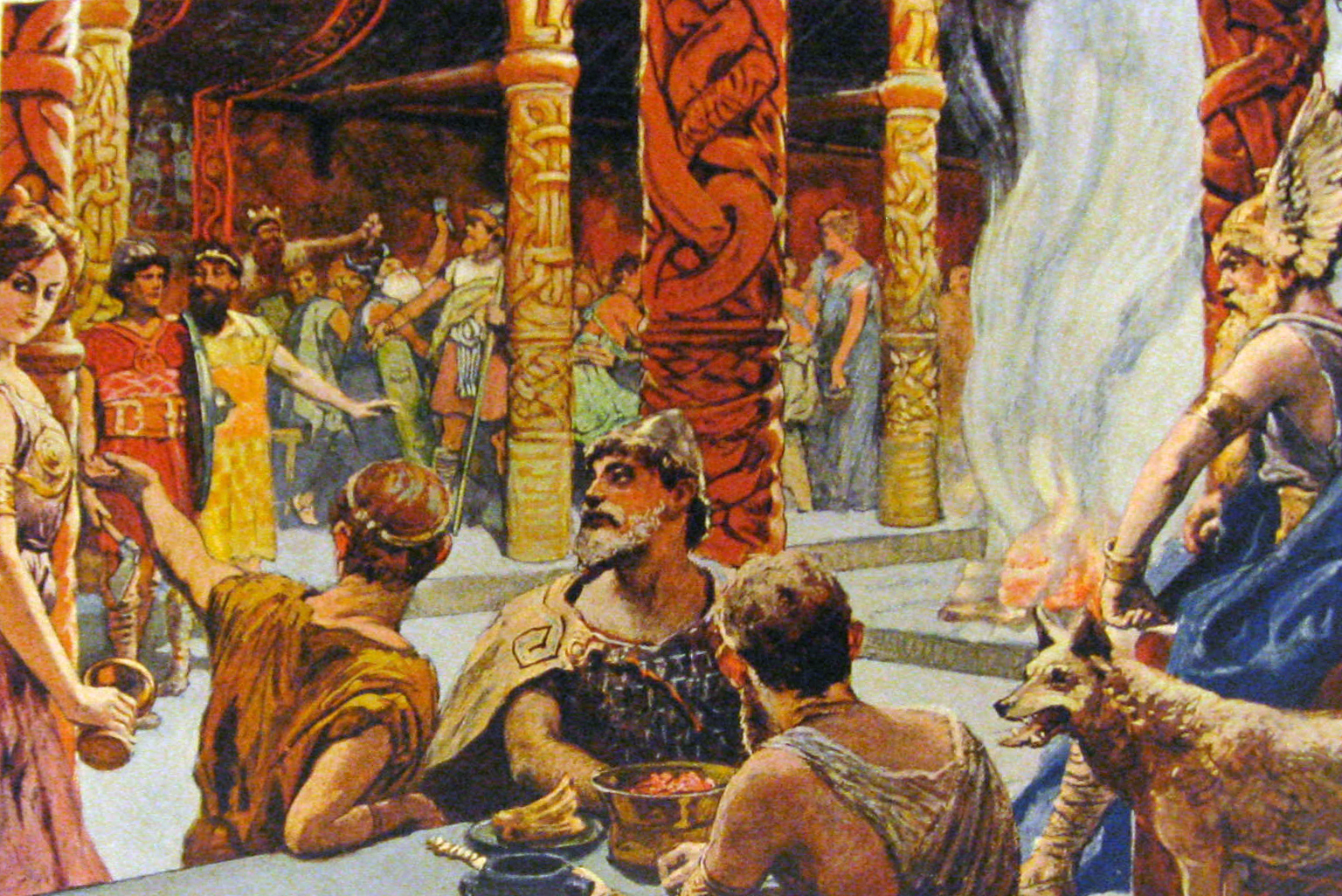
Interiör från Valhall. Målning av Emil Doepler omkring år 1905.

Valgrind ("de stupades grind") är en port som leder in till något av dödsrikena i nordisk mytologi. Vilket dödsrike som avses är inte helt klart. Porten omtalas i Grímnismál, strof 22:
| Valgrind heitir, er stendr velli á heilög fyr helgom durom; forn er sú grind, en þat fáir vito, hvé hón er í lás lokin. | Valgrind står på vallen där, helig vid helig port; forn är den grinden, få äro de som veta huru dess lås skall läsas. [läsa = låsa] |  |

Eftersom de två efterföljande stroferna (23 och 24) handlar om Odens boning skulle man kunna dra slutsatsen att Valgrind är ingången till Valhall. Detta är förmodligen den vanligaste gissningen. Man kan anta, skriver Hilda R. Ellis-Davidson, "att skaran av stupade når Valhall genom att vada över den strida floden Þund [som omtalas i strof 21], varefter de går in genom porten Valgrind som aldrig är stängd". För sambandet mellan Valgrind och Valhall talar kanske också det faktum att 900-talsskalden Eyvind skaldaspiller använder omskrivningen "valgrindar Gefn" som kenning i en lausavísa, vilket, enligt Åke Ohlmarks, "låter ana en valkyria Gefn, som leder de fallna genom denna grind in till Valhall". Gefn är, bekräftar Finnur Jónsson, ett förekommande valkyrienamn i kenningar. Han nämner också "valgrindar Gefn" som exempel.
Men Valgrind kan också vara en av de portar som leder in till gudinnan Hels rike. Denna tolkning gör mytforskaren John Lindow: "Hels boning sägs ofta ha en eller flera salar, vilka alla omgärdas av en mur med en pampig port, som omväxlande kallas Helgrind, Nágrind och Valgrind." Namnet Helgrind nämns i Gylfaginning 4 och 49; Nágrind står i Skírnismál 35 och i Lokasenna 63 och i båda fallen sägs Nágrind vara Hels grind. Men namnen Nágrind och Valgrind är fullständiga synonymer. Nágrind betyder "likgrind" eller "likdörr", medan Valgrind brukar översättas "de stupades grind". Ordet valr betyder enligt Finnur Jónsson de fallna "som de ligger på jorden efter slaget", det vill säga, det är de på marken kringströdda liken som är valr. "De stupades grind" är alltså en städad översättning. John Lindow skriver Carrion-gate, vilket på svenska blir "asgrinden" ("as" i betydelsen "kadaver"). Också Rudolf Simek utgår i sin Dictionary of Northern Mythology från att Helgrind, Nágrind och Valgrind är olika namn på dödsgudinnan Hels port – eller möjligen olika portar som alla leder in till Hels underjordsvärld.